# Méthotrexate
Le méthotrexate (abréviation : MTX ; anciennement : améthoptérine) est un agent de la classe des antimétabolites, utilisé dans le traitement de certains cancers et dans les maladies auto-immunes. C'est un inhibiteur compétitif de la dihydrofolate réductase, une enzyme capitale dans le métabolisme de l'acide folique et indispensable pour la division cellulaire.

## Indications
- Cytostatique employé auparavant en polychimiothérapie dans le traitement de nombreux cancers, il est encore utilisé en première ligne dans le traitement de la leucémie aiguë lymphoblastique et d'autres néoplasies, ainsi qu'en prophylaxie dans les tumeurs cérébrales (voie intrathécale). Il est également utilisé en chimiothérapie de consolidation dans le traitement des lymphomes malins non hodgkiniens B (après R-ACVBP par exemple).
- Il a été récemment utilisé et enregistré dans le traitement de maladies auto-immunes, dont le psoriasis, la polyarthrite rhumatoïde, la pseudo polyarthrite rhizomélique (PPR), la granulomatose de Wegener, la maladie de Crohn et la sclérose en plaques. Ses bénéfices ne se font sentir qu'au bout de 4 à 6 semaines. C'est pourquoi on l'associe souvent aux anti-inflammatoires, en début de traitement.
- Le méthotrexate est utilisé dans le traitement des maladies molaires, et des tumeurs trophoblastiques, en particulier les choriocarcinomes. Il est également parfois utilisé, bien que non enregistré pour cette indication, pour interrompre les grossesses précoces ou ectopiques (GEU)[5].

Il s'administre per os (mais moins bonne biodisponibilité), en injection intramusculaire, intraveineuse ou intrathécale, à fréquence hebdomadaire plutôt que quotidienne, ce qui en diminue certains effets secondaires.
On peut aussi l'injecter en sous-cutané. 

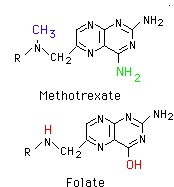
structure chimique du méthotrexate et comparaison avec la structure du folate

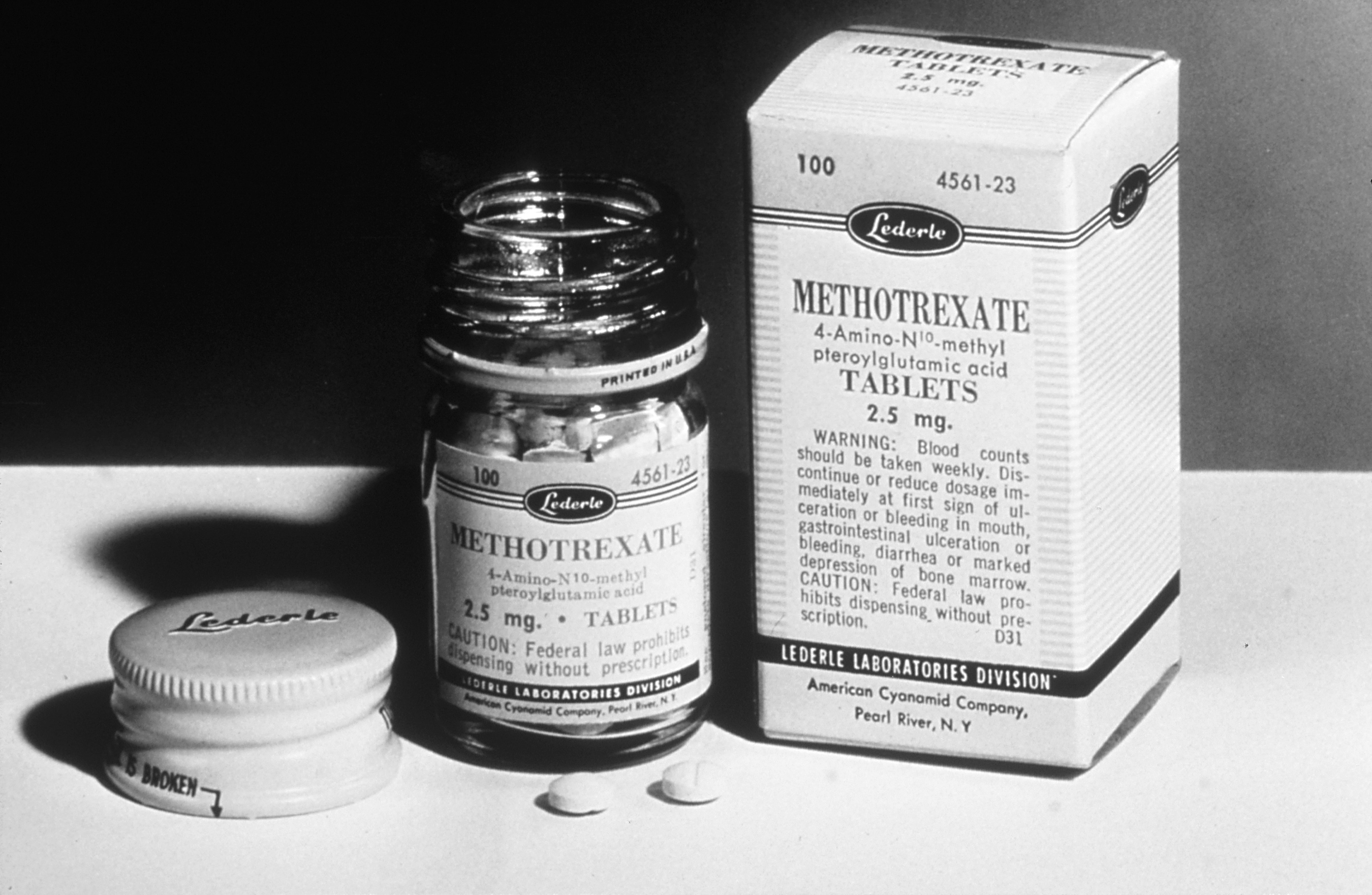
Flacon de Méthotrexate datant des années 1950 ou 60.

## Effets secondaires
Les doses élevées de méthotrexate utilisées en chimiothérapie anticancéreuse peuvent induire des effets toxiques sur les cellules à prolifération rapide, telles que les cellules de la moelle osseuse et celles de la muqueuse digestive.
- Toxicité hématopoïétique
  - Anémie
  - Neutropénie
  - Thrombopénie, avec risque accru d'ecchymoses
- Toxicité digestive
  - Mucite
  - Nausée
  - Chez le rat, on constate une modification de la perméabilité intestinale[6]
- Toxicité pour les cellules osseuses, qui restreint son utilisation prolongée. Elle semble pouvoir être atténuée par un apport de mélatonine et glutamine[7].
- Il existe également un risque accru de fibrose pulmonaire, et des cas plus rares d'hépatite.
- Une toxicité neurologique a pu être observée plus rarement chez certains patients, entraînant une encéphalopathie temporaire ou définitive.
- Enfin, à ne pas méconnaître, les surdosages en méthotrexate, qui ont été décrits en France, en Allemagne, aux États-Unis, en Grande-Bretagne, au Japon. Ils sont dus à des erreurs, dont la plus fréquente est la prise journalière de méthotrexate, au lieu de sa prise hebdomadaire, lorsque celle-ci se fait par voie orale. Les principaux signes de surdosage sont la fièvre, la toux sèche, l’essoufflement, éventuellement suivis de pneumopathies ; les ulcérations des muqueuses ; des lésions cutanées ; thrombopénies et pancytopénies. La prescription, la délivrance, l'observance et le conditionnement du traitement doivent être rigoureusement contrôlés pour prévenir ces surdosages qui aboutissent au décès s'ils ne sont pas détectés suffisamment tôt[8].

La toxicité sur les cellules à prolifération rapide (notamment celles des reins) est souvent empêchée par "sauvetage" (administration d'acide folinique, à ne pas confondre avec l'acide folique) ou lorsque la concentration sanguine en méthotrexate est supérieure à 0,1 µmol·l-1.
Le méthotrexate est hautement tératogène (cause d'anomalies graves de fermeture du tube neural, d'agénésie des membres) et pour cette raison interdit au cours de la grossesse ou de l'allaitement. Il est également déconseillé d'avoir des rapports sexuels avec un homme prenant du méthotrexate sans contraception efficace.[réf. souhaitée]
Après l'arrêt de méthotrexate, il vaut mieux laisser passer un cycle ovulatoire complet chez la femme, ou trois mois chez l'homme .[réf. souhaitée]
Interactions médicamenteuses avec les AINS (anti-inflammatoires non stéroïdiens, tels que l'ibuprofène), qui peuvent provoquer des effets indésirables hématologiques par compétition lors de l'élimination.

## Mécanisme

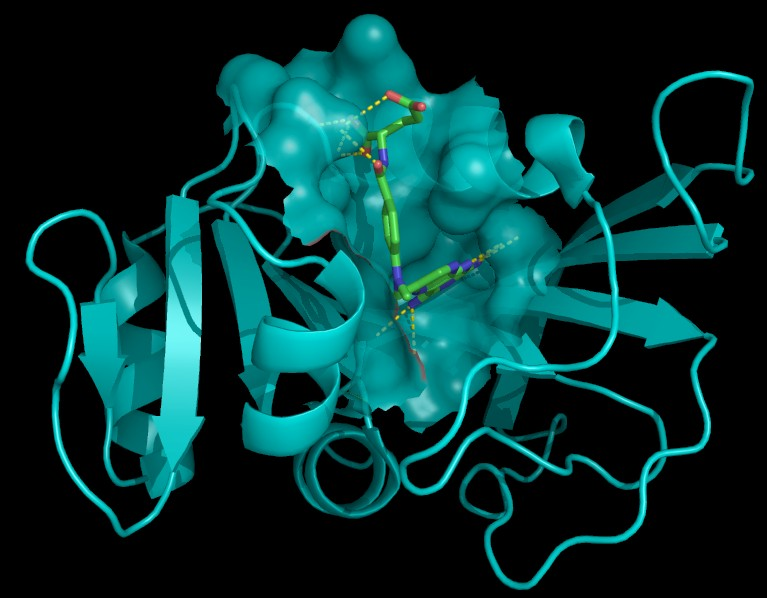
Structure du méthotrexate (en vert), complexé à la dihydrofolate réductase

Le méthotrexate inhibe la dihydrofolate réductase, une enzyme catalysant la conversion du dihydrofolate en tétrahydrofolate, la forme active du folate. Il s'agit donc d'une inhibition de la voie des folates dès sa première étape.
L'acide 5,10-méthylènetétrahydrofolique étant nécessaire à la synthèse de novo des purines et de la thymidine, le méthotrexate inhibe la synthèse de l'ADN. Ce faisant, il inhibe également, sous forme polyglutamylée, l'amidophosphoribosyl transférase, et augmente le taux intracellulaire de phosphoribosylpyrophosphate (PRPP).
Le 5-méthyltétrahydrofolate sert de donneur de méthyle pour la régénération de méthionine à partir d'homocystéine, la méthionine étant adénosylée en S-adénosylméthionine, donneur de méthyle pour l'ADN, les protéines, etc. Le méthotrexate perturbe donc ces fonctions.
En bref, le méthotrexate est un cytostatique sélectif de la phase S de la réplication cellulaire, plus actif sur les cellules à prolifération rapide (comme les cellules malignes ou myéloïdes), inhibant donc leur croissance et leur prolifération.
L'inhibition de l'amidophosphoribosyl transférase n'est pas propre au MTX : les dihydrofolates polyglutamylés exercent cet effet de manière physiologique. Ils stimulent ainsi la synthèse de novo des pyrimidines, ainsi que la voie de recapture des purines. Toutefois, cet effet diminue lorsque les cellules entrent en phase de réplication, puisque le taux intracellulaire de dihydrofolate tend à diminuer pour fournir le tétrahydrofolate nécessaire à la synthèse nucléotidique. 
En contraste, le méthotrexate exerce une inhibition persistante, même à faible dose, ce qui explique son effet anti-inflammatoire.

## Divers
Le méthotrexate fait partie de la liste des médicaments essentiels de l'Organisation mondiale de la santé (liste mise à jour en avril 2013).
L'association avec le Bactrim est contre-indiquée pour éviter une anémie trop importante ou en associant de l'acide folique.

## Pour approfondir